# Les Filles de mon pays
 (juillet 2025).
Pour plus de détails, voir Fiche technique et Distribution.
Les Filles de mon pays est un court métrage d'Yves Caumon sorti en 1999.

## Synopsis
L’hiver, dans un village des Landes, Ève et Carole, deux adolescentes, découvrent des robes un peu démodées. Déguisées en « femmes », elles vont tester leur séduction lors d’une fête. Mais le passage de l’enfance au monde adulte peut être douloureux.

## Fiche technique
- Réalisation : Yves Caumon
- Scénario : Yves Caumon
- Musique : Thierry Machwel
- Durée : 30 minutes
- Production : Sunday Morning Productions / Paulo Films
- Genre : court métrage

## Distribution
- Lauryl Brossier
- Amandine Monin
- Nadine Perez
- Olivier Bobinnec
- Thierry Jennaud

## Commentaire
Ce film restitue avec bonheur les effets de l’adolescence féminine. Lauryl Brossier s’y révèle bonne actrice C’était son premier film, Yves Caumon explique qu’il l’a découverte dans le club théâtre de son lycée. Il fera à nouveau appel à elle pour son long métrage Amour d'enfance.

## Distinctions
- 2002 : Festival Ciné-cinécourt : Prix spécial du Jury
- 2001 : Festival Jean Carmet : Prix du Jury pour Lauryl Brossier
- 2000 : Prix Jean-Vigo
- 2000 : Prix Qualité CNC
- 2000 : Festival Mamers en Mars : Prix du Jury court-métrage